# コルネリウス・ヤンセン

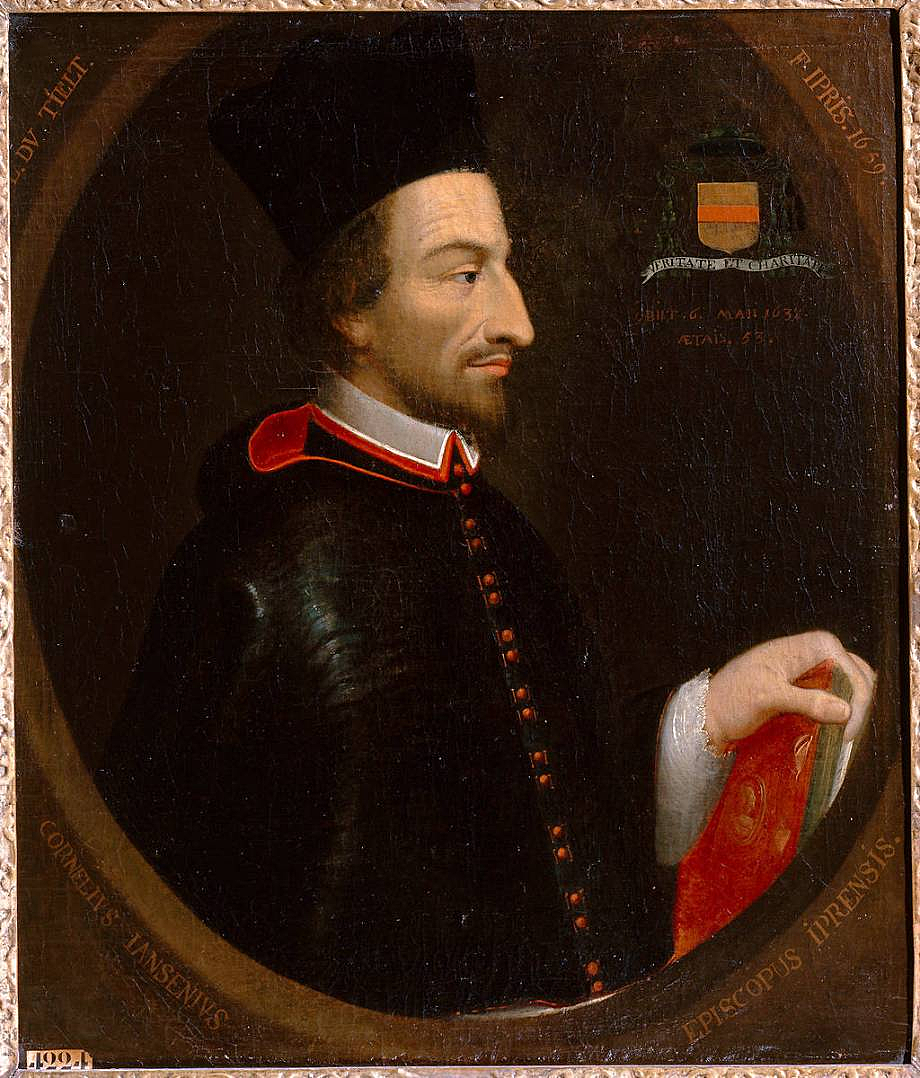
コルネリウス・ヤンセン

コルネリウス・ヤンセン（Cornelius Jansen、1585年10月28日 - 1638年5月6日）は、17世紀ネーデルラントのカトリック神学者。ラテン語名はヤンセニウス（Jansenius）で、フランス語ではジャンセニウス（Jansénius）と呼ばれる。

## 概略
スペイン領フランドル（現在のオランダヘルダーラント州アコイ）に生まれる。1602年にルーヴェン大学に入学する。在学中はイエズス会とミシェル・バイウス（Michael Baius）の神学上の争いにまきこまれ、結局は後者の「アウグスティヌス派」に与し、後にアベ・ド・サン・シランと呼ばれるジャン・デュヴェルジェ・ド・オランヌを友とする。学位を取得し、環境を変えてギリシア語を学ぶためにパリに赴く。バイヨンヌ近郊デュヴェルジェの司教学校で、数年間は教鞭をとる。余暇はデュヴェルジェの初期の祖先について研究したり、教会改革について計画するのに費やされた。
1616年にルーヴェンに戻り、南ネーデルラントの神学生のための寮学校で教える。ヤンセンはイエズス会から独立した学校組織をつくろうと試み、その意図を疑われてイエズス会により2回もスペインに送られ、2度目は危うく異端審問にかけられそうになった。1630年にルーヴェン大学の聖書解釈の教授に任命され、1636年にイーペル教区の司教に任命された。その2年後にヤンセンは死去し、著作『アウグスティヌス——人間の本性の健全さについて（Augustinus seu doctrina Sancti Augustini de humanae naturae sanitate, aegritudine, medicina adversus Pelagianos et Massilianses）』が、彼の死後の1640年に遺作として発表された。この著作によりジャンセニスムの理論的始祖とみなされている。
生前に公表された政治的文書としては『フランスの軍神（Mars gallicus）』（1635年）がある。

### 日本語訳
- ヴォルテール『ルイ十四世の世紀』（1958年、岩波文庫）
- ジャン・ラシーヌ『ポール・ロワイヤル略史』（1989年、審美社）
- ルイ・コニェ『ジャンセニスム』（1966年、白水社文庫クセジュ）